# Yang Chengfu
Yang Zhaoqing, detto Yang Chengfu, o semplicemente "terzo figlio" della famiglia Yang (cinese tradizionale: 楊澄甫, semplificato: 杨澄甫; 1883 – 1936), è stato un artista marziale cinese.
Cominciò col ricevere gli insegnamenti di suo padre Yang Jianhou in giovane età e diventò un famoso maestro di arti marziali. Adattandosi ai bisogni di una società in cambiamento cominciò col revisionare la forma media di suo padre e fece ulteriori revisioni.
Gradualmente stabilì la forma lunga della famiglia Yang, divenuta oggi la più diffusa tra gli stili Yang. I movimenti della forma lunga stabiliti da Yang Chengfu nei suoi anni maturi sono aperti e distesi, semplici e diretti. La struttura è compatta e precisa, con l'allineamento del corpo mantenuto nel movimento. I movimenti sono delicati, scorrevoli e compiuti a velocità regolare. C'è una combinazione di durezza e delicatezza, leggerezza e pesantezza. Tutte queste caratteristiche ne fanno la forma standard rappresentativa del taijiquan stile Yang.
La forma stabilita da Yang Chengfu può essere eseguita in posizione alta, media o bassa. Quindi, la difficoltà può essere adattata alle richieste e condizioni individuali. La forma mantiene gli aspetti di arte marziale di attacco e difesa ed è adatta ad irrobustire il corpo, migliorare la salute e curare la malattia.
Nel 1928 Yang Chengfu accompagnato dal suo fedele discepolo e nipote Fu Zhong Wen, lasciò Pechino e andò a sud ad insegnare taijiquan a Nanchino, Shanghai, Hankou, Hangzhou e Canton.
A Nanchino divenne Allenatore capo all'Accademia centrale di Arti Marziali. I suoi studenti furono numerosi, sparsi in tutte le regioni a nord e a sud dello Yangtze. Per promuovere lo sviluppo del taijiquan, Yang Chengfu nel 1925 dettò al suo discepolo Chen Weiming il libro L'arte del taijiquan e nel 1934 dettò Tutti i principi e le applicazioni del taijiquan, testo ormai considerato un classico fondamentale per lo studio dello stile Yang e per il taiji in generale.
Alla sua morte (1936) Yang Cheng Fu lascia la continuità della scuola Yang al suo discepolo e nipote Fu Zhong Wen
.
Yang Cheng Fu ebbe quattro figli, anche loro divenuti famosi maestri di taijiquan: Yang Zhenming, Yang Zhenji, Yang Zhenduo e Yang Zhenguo.